# 永山正博
永山 正博（ながやま まさひろ）は、日本の建築家。
1969年、日本大学理工学部建築学科卒業。1975年、永山建築設計事務所を設立。その後1982年に永山設計構造研究所、1987年株式会社エヌ・アイ・エーを設立する。
日光ゲストハウスで1994年栃木県まろにえ建築景観賞受賞。オリムピック・スタッフ足利ゴルフクラブハウスで2002年　足利市建築文化賞を受賞。その他の作品に、リーデンススクエアはるひ野住宅がある。